# Nils Lindh (konstnär)
Nils Erik Gunnar Lindh, född 1 november 1904 i Karlskrona amiralitetsförsamling, Karlskrona, död 4 juni 1973 i Bräkne-Hoby församling, Ronneby
, var en svensk  konsthantverkare och konstnär.
Lindh studerade ädelmetallsmide vid Statens hantverksinstitut och måleri vid Académie Julien i Paris. Hans konst består av bruks- och prydnadsföremål i ädla metaller som har utförde i stilrena raka former samt målningar med blommor och gatumotiv från Paris.